# Мазітово
Мазі́тово (рос. Мазитово, башк. Мәзит) — присілок у складі Зіанчуринського району Башкортостану, Росія. Входить до складу Муйнацької сільської ради.
Населення — 212 осіб (2010; 227 в 2002).
Національний склад:
- башкири — 100%